# 50 Words for Snow
50 Words for Snow – dziesiąty album studyjny angielskiej piosenkarki Kate Bush, drugi nagrany w jej własnej wytwórni Fish People. Na album składa się 7 premierowych utworów muzycznie i tekstowo inspirowanych okresem zimowym. 
Singlem promocyjnym został utwór „Wild Man” wydany 10 października w wersji radiowej.

## Lista utworów
1. „Snowflake” – 9:55
2. „Lake Tahoe” – 11:26
3. „Misty” – 13:49
4. „Wild Man” – 7:16
5. „Snowed in at Wheeler Street” – 8:11
6. „50 Words for Snow” – 8:10
7. „Among Angels” – 6:55